# Lawsona

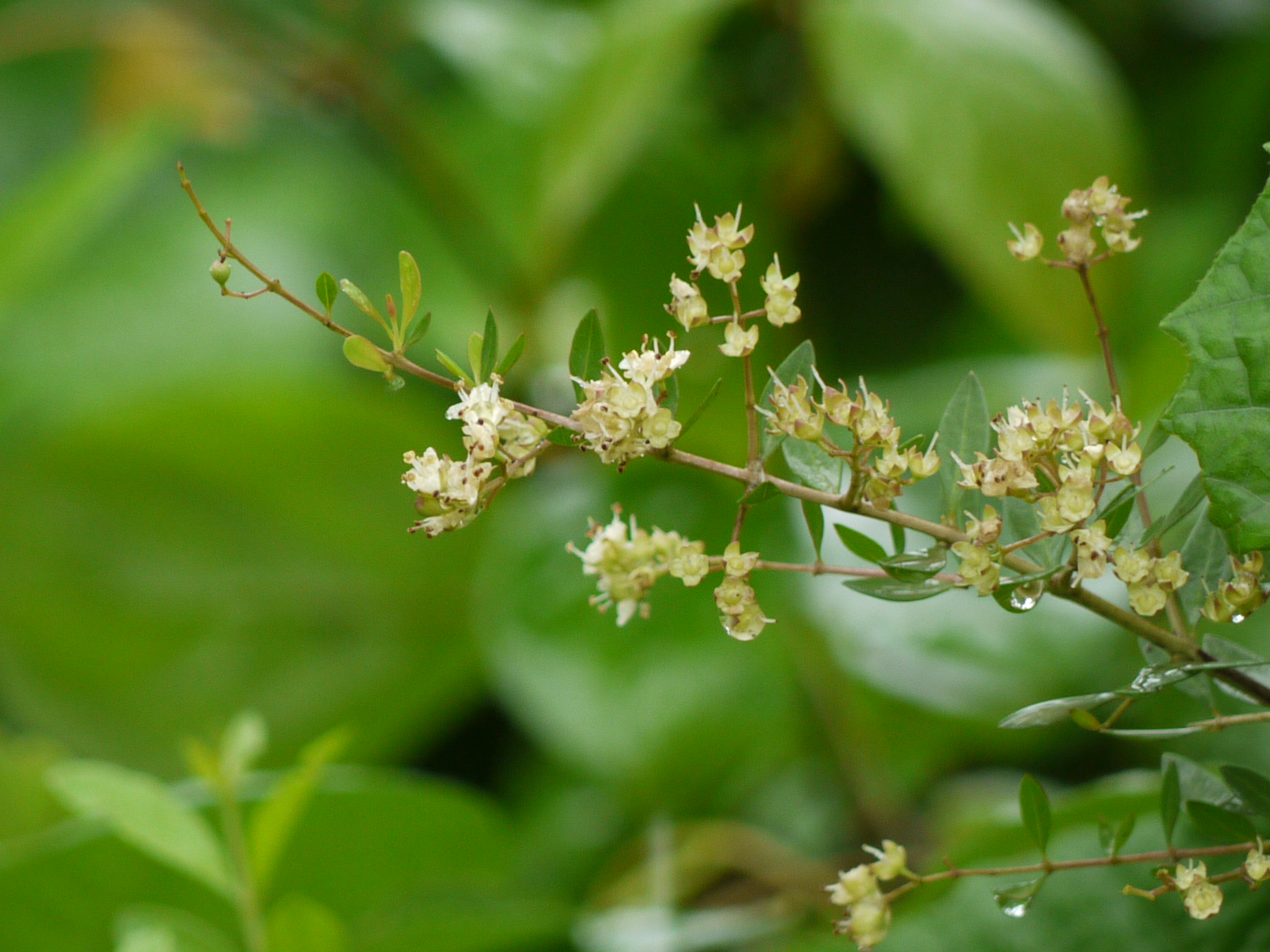
Alheña (Lawsonia inermis)

La lawsona (2-hidroxi-1,4-naftoquinona), también conocida como ácido hennotánico, es un tinte naranja presente en las hojas de la planta de henna (Lawsonia inermis), así como en la flor de jacinto de agua (Eichhornia crassipes).

## Usos

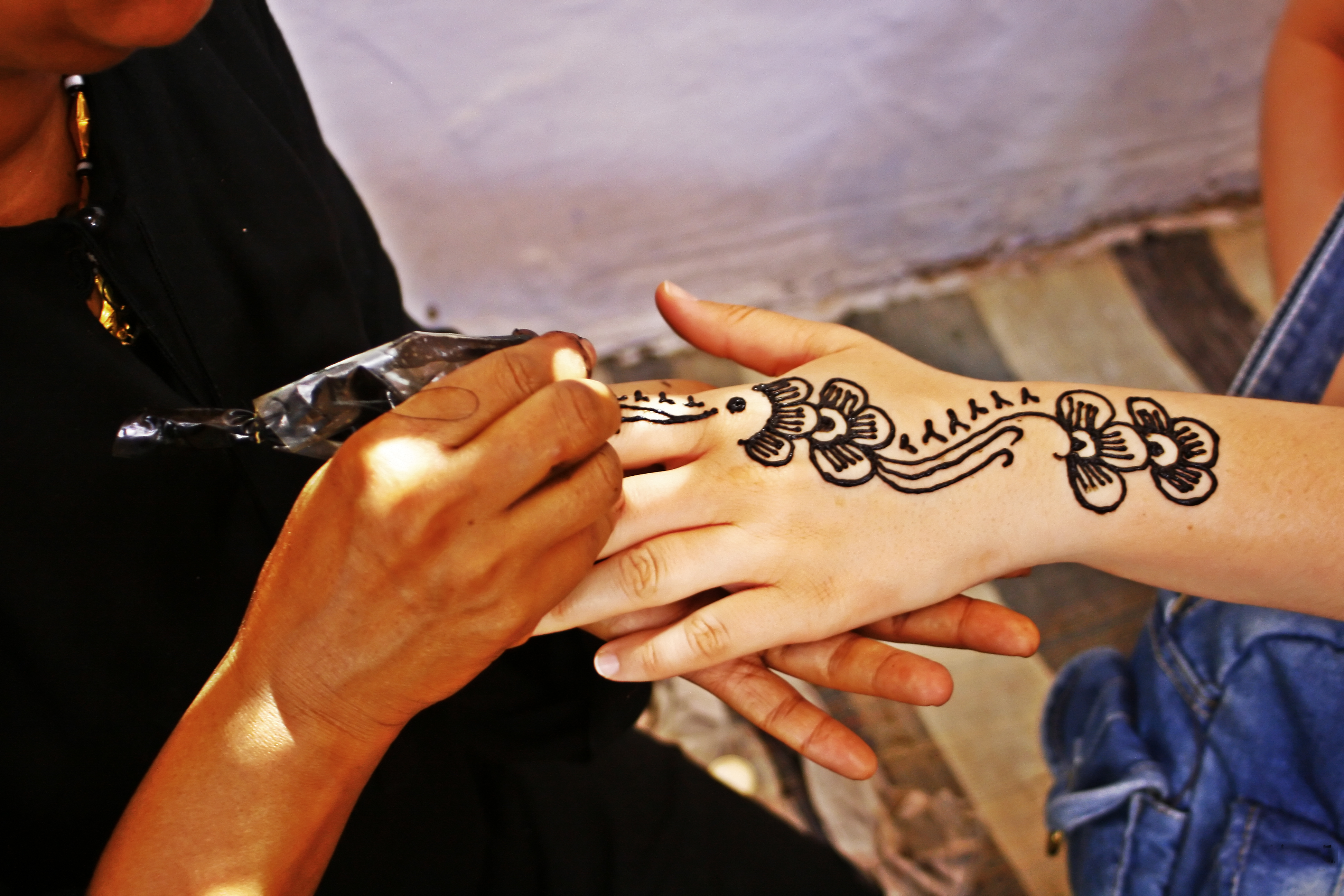
Tatuaje de jena.

Los humanos han utilizado el extracto de henna (la cual contiene lawsona) para teñir cabello y piel durante más de 5000 años. La lawsona reacciona químicamente con la proteína queratina de la piel y el cabello, en un proceso de adición de Michael, lo que resulta en una mancha permanente color marrón en la zona de la piel o el cabello en donde se aplica. La tonalidad oscura de la tinta de henna se va desvaneciendo con el tiempo a medida que se regeneran las células y se reemplazan las células viejas previamente teñidas.  La lawsona absorbe eficientemente la radiación UV y la luz, y por lo tanto los extractos acuosos pueden ser eficaces en bloqueadores solares y bronceadores.

## Aislamiento
El aislamiento de la lawsona de Lawsonia inermis puede ser difícil debido a su naturaleza fácilmente biodegradeable . El aislamiento implica cuatro pasos:
1. Extracción con una disolución alcalina, normalmente NaOH
2. Columna de filtración utilizando una resina macroporosa de adsorción
3. Un enjuague con etanol para eliminar impurezas
4. Congelación el producto para aislar la lawsona en polvo, normalmente de color amarillo.

Durante el enjuague, la lawsona se encontrará en la fase inferior cuando  tenga una densidad alta y las moléculas de clorofila quedarán en la parte superior de la mezcla.
Se ha postulado que la interacción de la lawsona con las proteínas es una reacción similar a la síntesis de Strecker en reacciones con aminoácidos. Varios estudios han reportado el uso de la lawsona en el campo de ciencia forense. Ya que la lawsona presenta muchas semejanzas con la ninhidrina, el reactivo actual requerido para identificación de huellas dactilares, sigue en desarrollo el uso de la lawsona como alternativa para este fin. Tiene una coloración característica marrón al contrario de la coloración morado/azul asociada con la ninhidrina.

## Biosíntesis
Químicamente, la lawsona es un isómero de la juglona, la cual se encuentra en las nueces. Su biosíntesis está vinculada a la ruta del 1,4-dihidronaftoato, en común con la biosíntesis de la vitamina K.

## Compuestos relacionados
El éter metílico de la lawsona y la metilen-3,3'-bilawsona son algunos de los compuestos activos en las hojas de Impatiens balsamina.